# NGC 1059
NGC 1059 — двойная звезда в созвездии Овен. Этот объект входит в число перечисленных в оригинальной редакции «Нового общего каталога».

## История открытия
Впервые объект был обнаружен 25 января 1832 года английским астрономом Джоном Гершелем и помечен им, как очень тусклый. В 1894 году астроном Ш. Бёрнхем поставил существование объекта под сомнение. В указанном регионе Бёрнхем не наблюдал никаких объектов, но рядом с ним обнаружил тусклую туманность и небольшую двойную звезду. Генрих Луи д’Арре объект тоже не обнаружил. В «пересмотренном Новом общем каталоге» 1973 года объект указан как несуществующий. Предположение, что двойная звезда и есть объект Гершеля, впервые высказал немецкий астроном Карл Райнмут.